# Джетер, Наджи
Наджи Энтони Джетер (англ. Nadji Anthony Jeter; род. 18 октября 1996, Атланта, Джорджия) — американский актёр. Он наиболее известен своей ролью Майлза Моралеса в нескольких проектах Marvel с 2017 года. Он был номинирован на Премию BAFTA за исполнение главной роли за исполнение роли Моралеса в видеоигре 2020 года «Marvel’s Spider-Man: Miles Morales».

## Биография
Наджи Энтони Джетер родился 18 октября 1996 года в Атланта, штат Джорджия. В раннем возрасте его родители заметили, что он талантлив в танцах, актерском мастерстве и комедии. В возрасте 9 лет он выступал в качестве танцора на гала-вечере Usher's New Look Foundation. Он также выступал в качестве танцующего талисмана команды Атланта Хокс из НБА. Он переехал в Лос-Анджелес в 2007 году, чтобы продолжить свою карьеру.

## Фильмография
| Год       | Русское название              | Оригинальное название  | Роль                   |
| --------- | ----------------------------- | ---------------------- | ---------------------- |
| 2006      | «Грязное белье»               | Dirty Laundry          | мальчик 1              |
| 2006      | «Удары по стилю и вкусу»      | Beats Style and Flavor |                        |
| 2007      | «Анатомия страсти»            | Grey's Anatomy         | Бобби                  |
| 2008      | «Низшее образование»          | Lower Learning         | Малыш из рогатки       |
| 2008      | «Все ненавидят Криса»         | Everybody Hates Chris  | Гай / Джейсон          |
| 2009      | «Противоположный день»        | Opposite Day           | Джаспер                |
| 2009      | «Забытые»                     | The Forgotten          | Футбольный ребенок # 2 |
| 2010      | «Одноклассники»               | Grown Ups              | Андре МакКензи         |
| 2011−2015 | «Рид между строк»             | Reed Between the Lines | Кинан Рейнольдс        |
| 2013      | «Касл»                        | Castle                 | Джои Мэлоун            |
| 2013      | «Одноклассники 2»             | Grown Ups 2            | Андре МакКензи         |
| 2014      | «Кирби Бакетс»                | Kirby Buckets          | Эван Хансен            |
| 2015      | «Джесси»                      | Jessie                 | Терри                  |
| 2015      | «Последний настоящий мужчина» | Last Man Standing      | Брэндон Лараби         |
| 2016      | «5-я волна»                   | The 5th Wave           | пирог                  |
| 2016      | «Танцевальный лагерь»         | Dance Camp             | Охотник                |
| 2017      | «Бобби Кристина»              | Bobbi Kristina         | Ник Гордон             |
| 2017−2020 | «Человек-паук»                | Spider-Man             | Майлз Моралес          |
| 2017      | «Чудо»                        | Wonder                 | Джастин                |
| 2019      | «Красная линия»               | The Red Line           | Рашаад                 |